# Robert Gass
Robert Gass (1948) è un compositore statunitense, fondatore della corale new Age On Wings of Song.

## Discografia
- 1970 - Welcome (with the Bead Game) (Avco-Embassy/Fallout)
- 1970 - Freedom Express (Mercury)
- 1976 - On Wings of Song (Spring Hill Music)
- 1980 - Many Blessings (Philo/Spring Hill Music)
- 1981 - Trust in Love (Philo/Spring Hill Music)
- 1986 - Om Namaha Shivaya
- 1987 - Alleulia/Kyrie
- 1988 - From the Goddess/O Great Spirit
- 1989 - Gloria
- 1990 - Pilgrimage
- 1990 - Heart of Perfect Wisdom
- 1991 - Opening the Heart (guided meditation & music)
- 1992 - Songs of Healing
- 1993 - Living with Loss (guided meditation & music)
- 1994 - Medicine Wheel
- 1995 - Ancient Mother (Spring Hill Music)
- 1999 - Chant
- 2000 - Enchanted
- 2003 - Awakening (Spring Hill Music)
- 2005 - Bliss: Om Namaha Shivaya II (Spring Hill Music)
- 2007 - Kirtana (Spring Hill Music)